# Scinax constrictus
Scinax constrictus là một loài ếch trong họ Nhái bén. Chúng là loài đặc hữu của Brasil.
Các môi trường sống tự nhiên của chúng là xavan khô và đầm nước ngọt. Loài này đang bị đe dọa do mất môi trường sống.